# توریاچو
توریاچو (به پرتغالی: Turiaçu) یک سکونتگاه مسکونی در برزیل است که در مارانیائو واقع شده‌است.